# Конрад фон Клингенберг
Конрад фон Клингенберг (на немски: Konrad von Klingenberg; † 7 април или 8 април 1340, Улмерфелд/Амщетен, Долна Австрия) от род Клингенберг от Тургау, е княжески епископ на Бриксен (1322 – 1324) и като Конрад IV на Фрайзинг (1324 – 1340).

## Живот
Той е син на рицар Улрикус де Клингинбере († 1274), фогт в Тургау, и съпругата му Вилебургис фон Кастел († 1305). Брат е на Хайнрих II фон Клингенберг († 1306), княжески епископ на Констанц (1293 – 1306), управител на манастир Райхенау (1296 – 1306), и на Улрих фон Клингенберг († 1314), губернатор на Констанц.
Конрад фон Клингенберг е дякон в Констанц. От 1294 до 1321 г. е пропст на Бишофсцел (днес в кантон Тургау). След смъртта на брат му епископът на Констанц Хайнрих II фон Клингенберг той е през 1307 г. един от двамата кандидати за епископ на Констанц, но се оттегля след двоен избор.
От 1310 до 1312 г. Конрад е генерал-викар на епископ Герхард фон Бевар († 1318), наследник на брат му. След смъртта на Герхард той е от 1318 до 1319 г. ефект на Констанц.
В конфликта между крал Лудвиг IV Баварски и папата Конрад е на страната на Авиньон и пътува през 1319 г. до папата Йоан XXII, където се отказва от Констанц, обещано му е от папата през 1322 г. епископството Бриксен. На 1 октомври 1322 г. той е избран за епископ на Бриксен (Бресаноне), но не е помазан.
На 5 юли 1324 г. Конрад е избран за епископ на Фрайзинг, но катедралният капител не е съгласен с това. Въпреки това Конрад отива през август 1324 г. във Фрайзинг. В края на август се състои малка битка между привържениците на крал Лудвиг и свитата на Конрад, при което той е ранен и може да избяга в Констанц. Крал Лудвиг при посещението си на 12 юни 1325 г. поставя града под своята специална закрила. Конрад, който е подпомаган от Хабсбургите, успява да се наложи само в австрийските собствености на епископството. През март 1327 г. крал Лудвиг тръгва за Италия и Конрад си подсигурява помоща на долнобаварския херцог Хайнрих XIV и така му става възможно през ноември 1327 г. да влезе като епископ на Фрайзинг.
При връщането на Лудвиг от Италия Конрад бяга през февруари 1330 г. в Австрия и никога не се връща обратно във Фрайзинг.
През 1331 г. Конрад дарява цистерцинския манастир „Марияцел цу Калхрайн“ в кантон Тургау, Швейцария.
Конрад умира на 7 април 1340 г. в Улмерфелд/Амщетен в Долна Австрия и е погребан в „манастир Лилиенфелд“ в Долна Австрия.